# 丙酸钙
丙酸钙化学式Ca(C2H5COO)2，是丙酸的钙盐。

## 制备
丙酸钙可直接由氧化钙合成：
{\displaystyle \mathrm {CaO\ +\ 2\ C_{2}H_{5}{-}COOH\ {\xrightarrow[{0.6-0.95bar}]{\triangle }}\ Ca(C_{2}H_{5}{-}COO)_{2}\ +\ H_{2}O\uparrow } }
生成的水会与过量的CaO生成氢氧化钙，过量的水于低压下（0.6〜0.95 bar），在70-90℃下蒸发。
a) {\displaystyle \mathrm {CaO+\!\ H_{2}O\rightarrow Ca(OH)_{2}} }
b) {\displaystyle \mathrm {Ca(OH)_{2}+2\ C_{2}H_{5}COOH\rightarrow Ca(C_{2}H_{5}COO)_{2}+2\ H_{2}O} }

## 应用
丙酸是一种常用的食品防腐剂，添加至面包等烘焙食品，加工的肉类，乳清，和其他奶制品等。农业上，丙酸钙添加到饲料中预防奶牛的乳热症。丙酸钙与另一种防腐剂苯甲酸钠不同，其抑菌不需要酸性环境。
丙酸钙作为烘焙食品的防腐剂，添加剂量通常在0.1-0.4%之间， （饲料中可能更高，达到1%）。 